# Machaerium cuzcoense
Machaerium cuzcoense es una especie de planta leguminosa (familia Fabaceae). 
Es endémica de Perú, especie solamente registrada en una subpoblación en la parte oriental de Cuzco. Se desconoce si es especialista de ambientes abiertos o representa remanente de una vegetación más densa. La localidad original no se encuentra protegida por el estado; y se ubica en zona de intensa deforestación, con riesgo de las poblaciones de esta especie por pérdida de hábitat.